# 南部非洲关税同盟
南部非洲关税同盟（英語：Southern African Customs Union，缩写SACU），簡稱南同盟，是由博茨瓦納、斯威士蘭、萊索托、納米比亞及南非五個南部非洲国家共同成立的关税同盟。

## 简介
南部非洲关税同盟的前身是1910年6月29日南非联邦与南部非洲英属殖民地签订关税同盟协定建立的关税同盟，是世界最古老的关税同盟。当时，南非为了保护本国的民族工业，抵制英国及其他西方国家廉价商品在南部非洲的倾销，保持南非在南部非洲的经济垄断地位，乃与英属殖民地博茨瓦纳、莱索托、斯威士兰签订关税同盟协定，建立了以南非为核心的南部非洲关税同盟区。
1969年，根据博茨瓦纳、莱索托、斯威士兰和南非四国签署的《南部非洲关税同盟协定》，成立南部非洲关税同盟。其宗旨和任务是：促进区域内商品自由流动，协调成员国对外贸易政策，推动成员国经济社会发展。1990年纳米比亚独立后，也加入了南部非洲关税同盟，成为其第五个成员国。

## 成员国
| 国家     | 面积 (km2) | 人口       |
| -------- | ---------- | ---------- |
|          | 582,000    | 2,024,904  |
|          | 17,363     | 1,367,000  |
| 賴索托   | 30,355     | 1,741,406  |
| 纳米比亚 | 824,268    | 2,104,900  |
| 南非     | 1,221,037  | 56,000,000 |

## 组织机构
南部非洲关税同盟总部设在纳米比亚首都温得和克，每年轮流在各成员国首都召开部长理事会。南部非洲关税同盟的组织机构有：
- （1）部长理事会：南部非洲关税同盟的最高决策机构。
- （2）关税同盟委员会：由成员国高级官员组成，接受部长理事会领导，负责《南部非洲关税同盟协定》的实施。
- （3）秘书处：负责南部非洲关税同盟的日常管理，协调和监督部长理事会、关税同盟委员会所作的决定的执行情况。
- （4）特别法庭：对部长理事会负责，仲裁各成员国对《南部非洲关税同盟协定》的理解或执行产生的争议。
- （5）关税委员会：由各成员国专家组成，负责就对共同关税区之外进口货物的关税征收标准及其调整，以及反倾销、征收反倾销税和保护关税等问题向部长理事会提建议[2]。

## 主要活动
1994年新南非成立之后，成员国就修订1969年《南部非洲关税同盟协定》开展谈判，2002年10月签署新的《南部非洲关税同盟协定》，提高了博茨瓦纳、纳米比亚、莱索托、斯威士兰四国关税收入分成比例。南部非洲关税同盟的关税分成成为这四个国家财政收入的重要来源。2010年，五国领导人签署协议，共同致力于将南部非洲关税同盟建设成促进区域内经济一体化，确保各国均衡发展的组织。2013年11月，南部非洲关税同盟建立“南部非洲关税同盟地区关税贸易论坛”（SACU Regional Customs Trade Forum），该论坛是与世界海关组织、瑞典国际发展合作署合作建立。
欧洲自由贸易联盟（EFTA，成员国为冰岛、列支敦士登、挪威、瑞士）与南部非洲关税同盟（SACU）签订的自由贸易协定自2008年5月起实施。
21世纪初，因南非经济出现疲软，南部非洲关税同盟财年税收逐年减少。2015年，纳米比亚财长在接见国际货币基金组织人士时表示，南部非洲关税同盟税收减少将影响纳米比亚国家预算及外汇储备，需开源节流。南部非洲关税同盟2015财年有517亿兰特（约合43亿美元）的税收按既定比例分配给各成员国，占各国预算比例分别达到：斯威士兰50%，莱索托44%，纳米比亚35%，博茨瓦纳30%。